# Coccoloba ovata
Coccoloba ovata är en slideväxtart som beskrevs av George Bentham. Coccoloba ovata ingår i släktet Coccoloba och familjen slideväxter. Inga underarter finns listade i Catalogue of Life.